# Oxysarcodexia meridionalis
Oxysarcodexia meridionalis är en tvåvingeart som först beskrevs av Engel 1931.  Oxysarcodexia meridionalis ingår i släktet Oxysarcodexia och familjen köttflugor. Inga underarter finns listade i Catalogue of Life.